# UFC on ESPN: Hermansson vs. Vettori
UFC on ESPN: Hermansson vs. Vettori（ユーエフシー・オン・イーエスピーエヌ：ハーマンソン・バーサス・ヴェットーリ、別名UFC on ESPN 19）は、アメリカ合衆国の総合格闘技団体「UFC」の大会の一つ。2020年12月5日、ネバダ州ラスベガスのUFC APEXで開催された。

## 大会概要
本大会ではジャック・ハーマンソンとマーヴィン・ヴェットーリのミドル級戦が組まれた。

## 試合結果

### プレリミナリーカード
第1試合 ヘビー級 5分3R
○  ジェイク・コリアー vs.  ジャン・ヴィランテ ×
3R終了 判定3-0（30-27、30-27、30-27）
第2試合 フェザー級 5分3R
○  イリア・トプリア vs.  デイモン・ジャクソン ×
1R 2:38 KO（右ストレート）
第3試合 バンタム級 5分3R
○  ルイス・スモルカ vs.  ホセ・キニョネス ×
2R 2:15 TKO（パウンド）

### メインカード
第4試合 ライト級 5分3R
○  ジョーダン・リービット vs.  マット・ワイマン ×
1R 0:22 KO（スラム）
第5試合 ライトヘビー級 5分3R
○  ロマン・ドリーゼ vs.  ジョン・アラン ×
3R終了 判定2-1（28-29、30-27、29-28）
第6試合 ライト級 5分3R
○  ガブリエル・ベニテス vs.  ジャスティン・ジェインズ
1R 4:06 TKO（ボディへの左膝蹴り→グラウンドの肘打ち）
第7試合 207.5ポンド契約 5分3R
○  ジャマール・ヒル vs.  オヴィンス・サンプルー ×
2R 3:37 TKO（スタンドパンチ連打）
※サンプルーの体重超過によりライトヘビー級から変更
第8試合 ミドル級 5分5R
○  マーヴィン・ヴェットーリ vs.  ジャック・ハーマンソン ×
5R終了 判定3-0（49-46、49-46、49-45）

### 各賞
ファイト・オブ・ザ・ナイト：マーヴィン・ヴェットーリ vs. ジャック・ハーマンソン
パフォーマンス・オブ・ザ・ナイト：ガブリエル・ベニテス、ジョーダン・リービット
各選手にはボーナスとして5万ドルが授与された。

### カード変更
負傷などによるカードの変更は以下の通り。